# Ipomoea bombycina
Ipomoea bombycina är en vindeväxtart som först beskrevs av Jacques Denys Denis Choisy, och fick sitt nu gällande namn av George Bentham, Amp; Hook. f. och William Botting Hemsley. Ipomoea bombycina ingår i släktet praktvindor, och familjen vindeväxter. Inga underarter finns listade i Catalogue of Life.